# Luca della Robbia

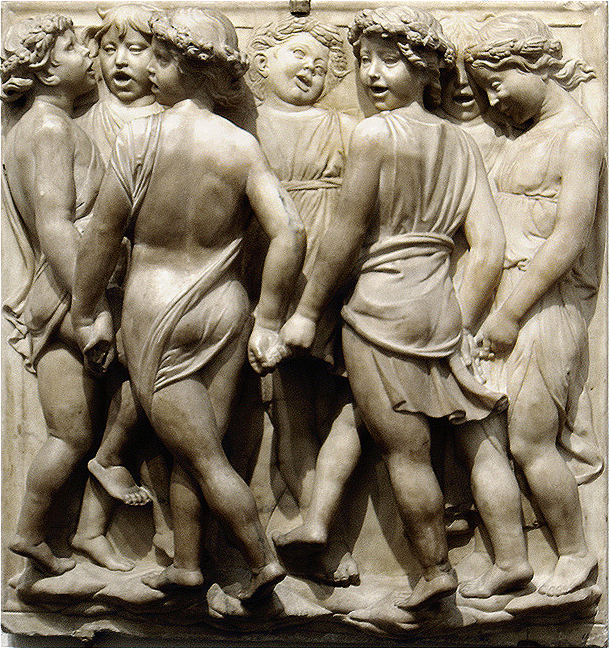
Detalhe da Cantoria, Museo dell'Opera di Santa Maria del Fiore

Luca della Robbia (Florença, 1400-1482) foi um dos mais importantes escultores e ceramistas da Renascença italiana. Della Robbia ficou conhecido pelo seu trabalho de baixo-relevo em terracota esmaltada, uma técnica por ele desenvolvida e passada ao seu sobrinho Andrea della Robbia e sobrinhos-netos Giovanni della Robbia e Girolamo della Robbia. Foi o fundador de uma dinastia de artistas que se especializaram na arte da cerâmica esmaltada e vitrificada, seguindo uma técnica que ele desenvolveu, que ao mesmo tempo era decorativa e protetora do barro cozido contra o desgaste pelas intempéries, permitindo a instalação de peças cerâmicas em ambientes externos.
Há poucos dados confiáveis sobre seus primeiros anos e sua formação. Sua primeira encomenda documentada foi a criação, entre 1431 e 1438, de uma Cantoria (uma tribuna elevada onde ficavam os cantores na igreja) para a Catedral de Florença, o que prova que já nesta época suas habilidades eram bastante apreciadas, antes mesmo de ser admitido na Guilda dos Escultores, o que aconteceu em 1432. Esta Cantoria mostra uma série de 10 painéis em mármore com relevos de meninos cantores e dançarinos, com formas graciosas e fluentes.
Nas duas décadas seguintes Della Robbia trabalhou principalmente com o bronze e o mármore, recebendo importantes encomendas. Em 1437 executou relevos para o campanário da Catedral, e iniciou um ambicioso projeto de elaboração das portas de bronze para a sacristia do mesmo templo, que no entanto só foram completadas em 1469.
Não se sabe ao certo quando iniciou suas pesquisas na cerâmica, mas em 1443 a técnica já havia sido desenvolvida o bastante para atrair a encomenda de grandes relevos ilustrando a Ressurreição e a Ascensão de Cristo, ambos para a Catedral, e uma série de medalhões com imagens dos Apóstolos para a Capela Pazzi. Sobre a imagem modelada no barro Della Robbia aplicava uma película de esmalte vítreo colorido, que resultava em superfícies brilhantes e resistentes contra a ação do tempo. Um dos mais belos exemplares de sua lavra nesta técnica, que exerceu até o fim da vida, é o forro da capela mortuária do Cardeal de Portugal na Igreja de São Miniato, em Florença.
A originalidade e alto nível de suas criações fizeram com que fosse muito apreciado por seus contemporâneos, especialmente por Leon Battista Alberti, que o comparou a gênios do quilate de Donatello, Lorenzo Ghiberti, Filippo Brunelleschi e Masaccio.